# Land Rover Range Rover Sport
 (juillet 2015).
Si vous disposez d'ouvrages ou d'articles de référence ou si vous connaissez des sites web de qualité traitant du thème abordé ici, merci de compléter l'article en donnant les références utiles à sa vérifiabilité et en les liant à la section « Notes et références ».
La Range Rover Sport est un véhicule utilitaire sport de luxe fabriqué par le constructeur automobile britannique Land Rover.

## Première génération (2005-2013)

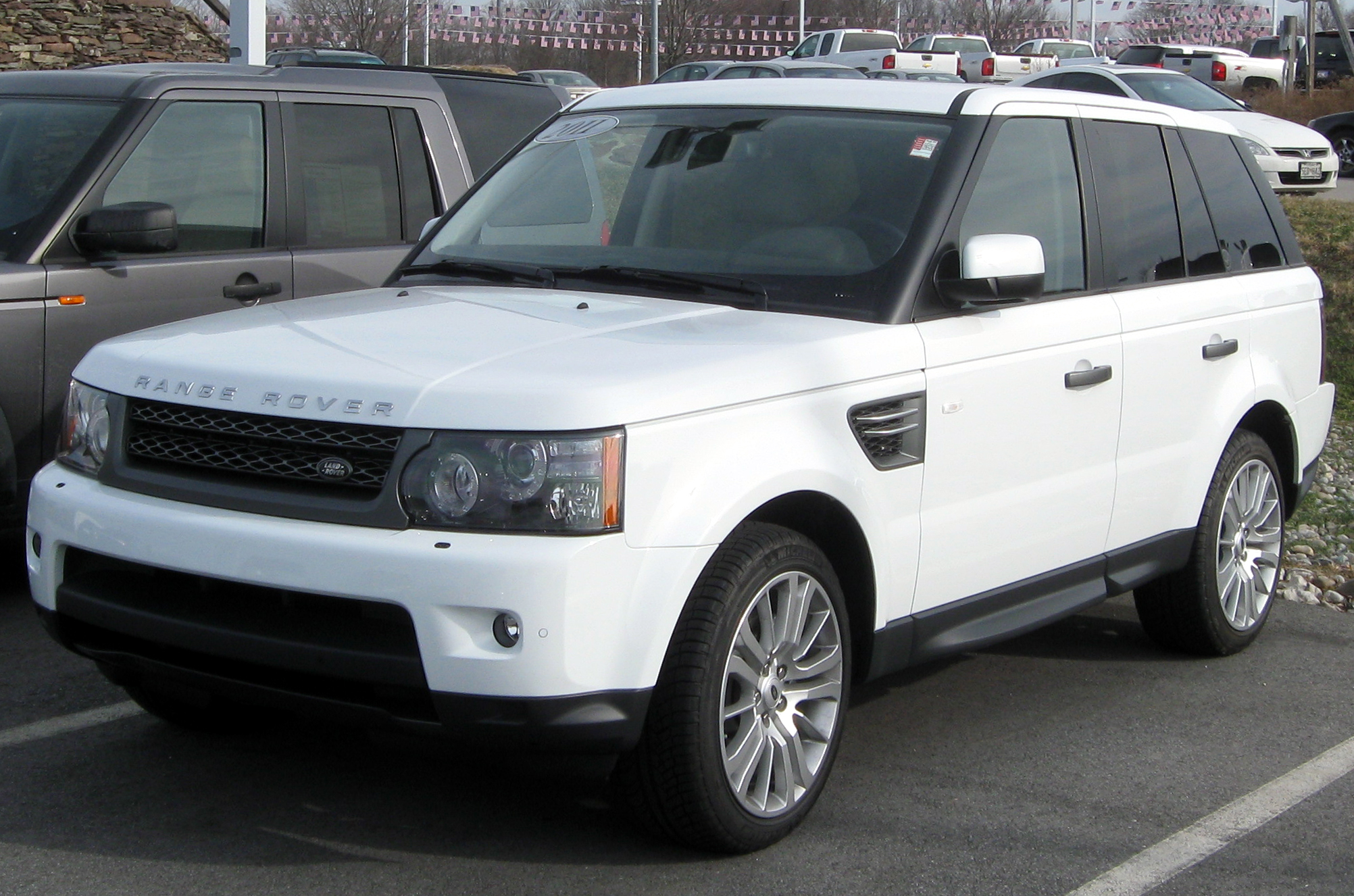
Vue avant du modèle Phase II.

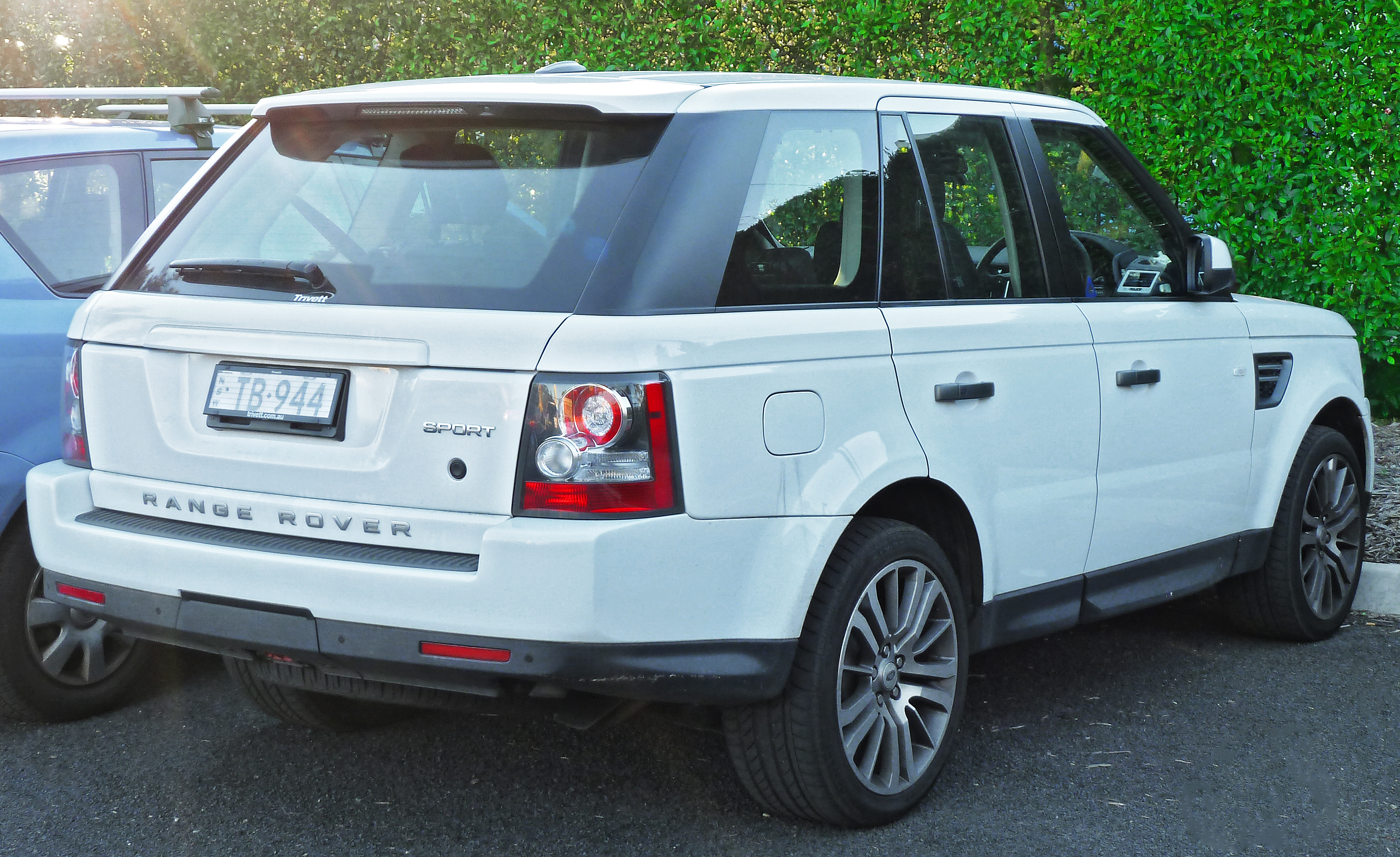
Le même, vue arrière.

Il s'agit de la première extension de la gamme Range Rover. Elle se différencie de la Range Rover traditionnelle par une hauteur réduite, et une orientation plus routière.
Cette version est produite depuis 2005, et a donc été conçue sous l'égide du groupe américain Ford, alors même que Land Rover appartient depuis 2008 au groupe indien Tata Motors.

## Seconde génération (2013 - 2022)

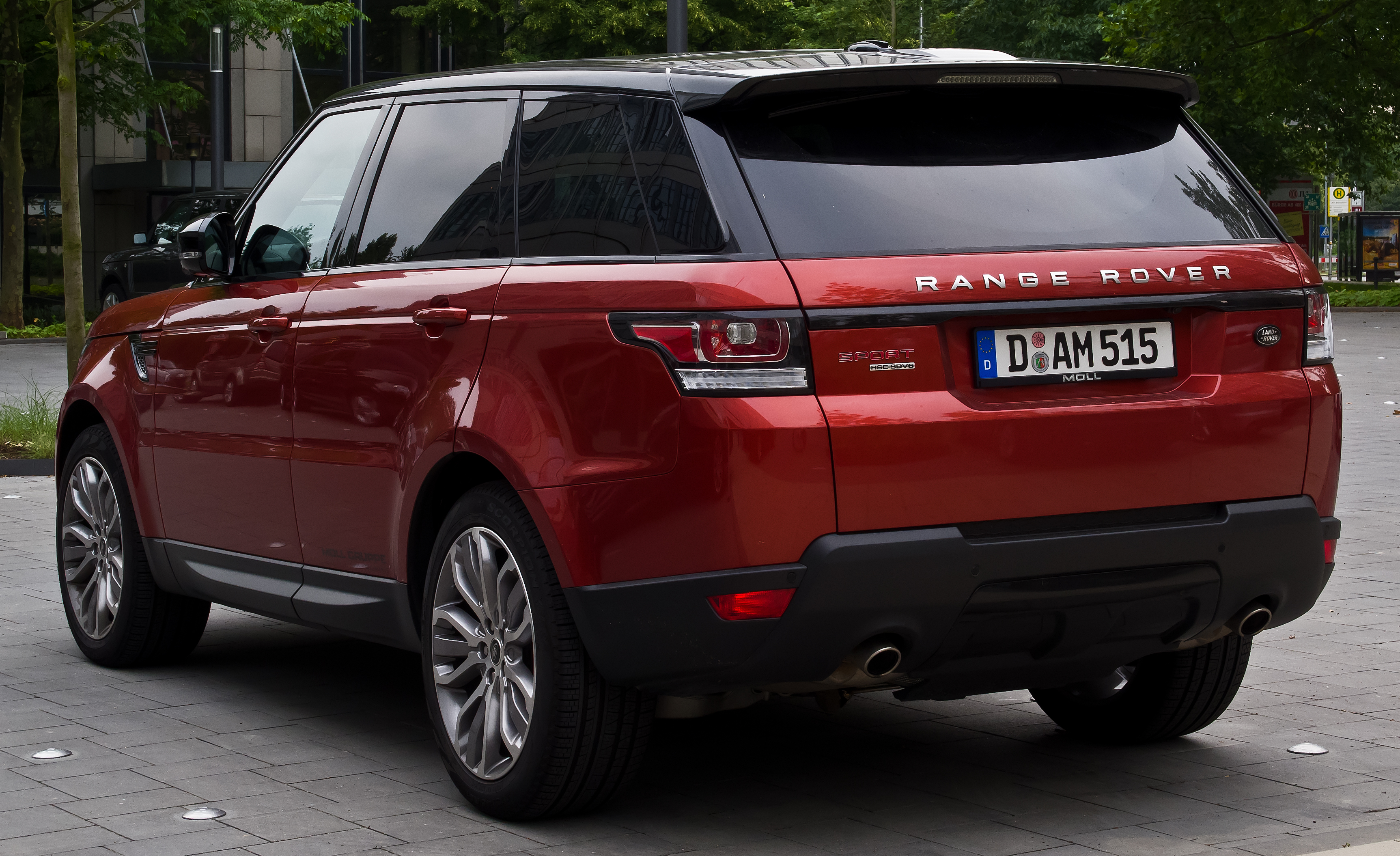
modèle Sport II fe 2014 Sport II.

La Range Rover Sport est une version plus sportive et plus dynamique que la Range Rover. Cette deuxième édition a été lancée en 2013 à New York. Celle-ci est fabriquée dans l'usine de Solihull où les Discovery et autres Range Rover y sont assemblées. Ses principales rivales sont les Porsche Cayenne, BMW X5, Volvo XC90 et autres Mercedes-Benz ML.

### Présentation

#### Nouveautés
La Range Rover Sport se démarque de sa prédécesseure par un design plus dynamique. Elle a perdu près de 500 kg en abandonnant l'assemblage d'un châssis et d'une coque et grâce à l'utilisation massive d'aluminium. Elle s'est aussi allongée de 7 cm, ce qui permet d'avoir un empattement plus long qui profite à l'habitabilité arrière. La nouvelle Range Rover Sport contient beaucoup de nouveaux équipements technologiques comme le Park Assist, le régulateur de vitesse adaptatif, le détecteur d'angle mort (BLIS) ou la détection de la profondeur de l'eau (Wade Sensing).

#### Intérieur
Cette Range Rover Sport est un véhicule qui peut emmener jusqu'à sept passagers avec deux sièges électriques rangés dans le plancher du coffre. Elle bénéficie d'une habitabilité accrue par rapport à la génération précédente grâce à l'empattement agrandi, mais elle ne possède pas de banquette arrière coulissante ou d'un plancher plan une fois la banquette arrière rabattue (60/40) comme certaines de ses concurrentes. Les sièges avant sont réglables manuellement et en tissus sur la finition S (de base), mais électriques et en cuir à partir de la finition supérieure (SE), ces sièges peuvent avoir jusqu'à 20 directions de réglage.

### Caractéristiques techniques

#### Motorisations
Celle-ci est disponible avec des blocs moteurs Diesel et essence. Pour le Diesel, le SD4 (240 ch et 500 N m de couple) le TDV6 (258 ch et 600 N m), le SDV6 (306 ch et 700 N m en 2015), et le SDV8 (339 ch et 740 N m); pour la motorisation essence le Si4 (300 ch et 400 N m), le V6 SC (340 ch et 500 N m), le V8 SC (525 ch et 680 N m).
En 2014, la Range Rover Sport s'est vu rajouter deux nouvelles motorisations, le SDV6 hybride-diesel (340 ch et 700 N m) et le SVR (575 ch et 700 N m) avec une carrosserie plus sportive. En 2017 le SDV6 Hybride-diesel sera remplacé par le P400e essence Plug-in Hybrid de 404 ch.

#### Technologie
La Range Rover Sport embarque des systèmes d'aide à la conduite comme l'avertisseur de changement de ligne, la reconnaissance des panneaux de signalisation, le Park Assist, le régulateur de vitesse adaptatif, etc. Le système InControl est composé d'une application sur smartphone qui permet de piloter la Range Rover pour la stationner de l'extérieur, vérifier si elle est bien fermée, la localiser. Ces équipements permettent à cette Range Rover d'être l'un des 4x4 les plus technologiques de son segment.

#### Infodivertissement
Le système d'infodivertissement de la Range Rover Sport possède écran de 20 cm. Elle est équipée d'un GPS de série sur le deuxième niveau de finition (SE).

### Versions

#### PHEV
En 2017, le Range Rover Sport est restylé et reçoit des phares dotés d'une nouvelle signature lumineuse à LED proches de ceux du Range Rover Velar, des boucliers avant redessinés et des feux arrière à LED, date à laquelle il se décline aussi en version hybride rechargeable associée à un moteur 2.0 300 ch avec un moteur électrique de 35 kW doté d'une puissance de 404 ch.

#### HST
En février 2019, Land Rover présente le Range Rover Sport HST. Celui-ci remplace le V6 par un 6-cylindres en ligne de 3 litres développant 400 ch et 500 N m de couple. Il est associé à une hybridation légère 48 V.

## Troisième génération (2022 -)
La troisième génération de Range Rover Sport est présentée le 10 mai 2022.
En 2023, il dévoile sa variante sportive SV dotée du moteur V8 4.4 biturbo de 635 ch et des jantes carbone de 23 pouces.

### Motorisations
| Logo de Land Rover         | Range Rover Sport        | Range Rover Sport        | Range Rover Sport        | Range Rover Sport        | Range Rover Sport        |
| Logo de Land Rover         | D250                     | D350                     | P530                     | P440e                    | P510e                    |
| Moteur                     | 6-cylindres en ligne     | 6-cylindres en ligne     | 8-cylindres en V         | 6-cylindres en ligne     | 6-cylindres en ligne     |
| Cylindrée (cm3)            | 2996                     | 2996                     | 4395                     | 2996                     | 2996                     |
| Puissance maximale ch (kW) | 249                      | 350                      | 530                      | 440 (324)                | 510                      |
| au régime de (tr/min)      |                          |                          |                          |                          |                          |
| Couple maximal (N m)       | 600                      | 700                      | 750                      | 620                      | 700                      |
| au régime de (tr/min)      |                          |                          |                          |                          |                          |
| Boîte de vitesses          | Automatique à 8 rapports | Automatique à 8 rapports | Automatique à 8 rapports | Automatique à 8 rapports | Automatique à 8 rapports |
| Transmission               | Intégrale                | Intégrale                | Intégrale                | Intégrale                | Intégrale                |
| Vitesse maximale (km/h)    | 206                      |                          | 250                      | 225                      | 242                      |
| 0-100 km/h (s)             | 8,0                      |                          | 4,5                      | 5,8                      | 5,4                      |
| Consommation (L/100 km)    |                          |                          |                          |                          |                          |
| Émissions de CO2 (g/km)    |                          |                          |                          |                          | 18                       |
| Masse à vide (kg)          |                          |                          |                          |                          |                          |
| Capacité du réservoir (L)  |                          |                          |                          |                          |                          |
| Norme environnementale     |                          |                          |                          |                          |                          |

## Finitions
- SE
- HSE
- Autobiography

### Série limitée
- 1st Edition
  - commercialisée la première année uniquement (2022)[7]